# Maine Road
Maine Road foi um estádio de futebol situado em Manchester, na Inglaterra. Inaugurado em 1923, foi a casa do Manchester City durante 80 anos. Durante sua existência, foi conhecido por "The Wembley of the North" (O Wembley do Norte).

## Construção
Os planos de construção de Maine Road foram anunciados em maio de 1922, após uma decisão do Manchester City em deixar o antigo estádio de Hyde Road, onde o clube mandava seus jogos desde 1887 e que encontrava-se abandonado depois de um incêndio em 1920. Chegou a ser proposta a construção numa área de Belle Vue (região leste de Manchester), porém o tamanho era considerado insuficiente. O arquiteto Charles Swain propôs 120.000 lugares para o futuro estádio e um desenho baseado no Hampden Park de Glasgow, na vizinha Escócia, entretanto os planos foram trocados - em vez de 120 mil, a capacidade seria de 80 mil - menor apenas que o estádio de Wembley.
Durante a construção, que durou 300 dias, um cigano que estava acampando no local foi despejado e lançou uma maldição que virou uma lenda futebolística. O custo foi de 100 mil libras.

## O primeiro jogo e os recordes

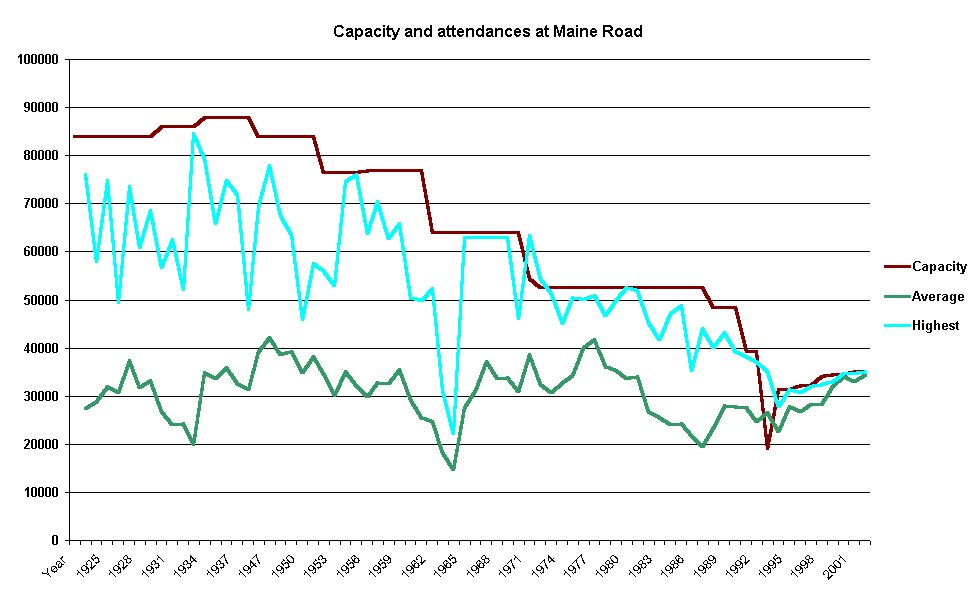
Evolução dos recordes de público em Maine Road, tendo o Manchester City como mandante dos jogos.

A primeira partida na história de Maine Road foi entre City e Sheffield FC, em agosto de 1923, que terminou com vitória dos Citizens por 2 a 1. Em março de 1934, 84.569 torcedores assistiram a partida entre Manchester City e  Stoke City, pela sexta fase da Copa da Inglaterra, no maior público da história da competição. Até novembro de 2016, quando Tottenham e Bayer Leverkusen enfrentaram-se pela fase de grupos da Liga dos Campeões da UEFA de 2016–17, este foi o recorde de público em um jogo de futebol realizado na Inglaterra. Na primeira divisão (antecessora da Premier League), o maior número de torcedores na história do torneio foi também em Maine Road: 83.260 espectadores assistiram Manchester United (que também chegou a usar o estádio entre 1945 e 1949 e 1956 a 1957, depois que Old Trafford ficou inutilizável após os bombardeios da Segunda Guerra Mundial) e Arsenal, em janeiro de 1948.
Em 80 anos de atividade, foi reformado 4 vezes (1931, 1957, 1970 e 1994), e sediou 18 semifinais da Copa da Inglaterra, uma final da Copa da Liga Inglesa, quatro edições da Supercopa da Inglaterra e 11 finais da Copa do Mundo de Rugby Union.

## A despedida do estádio

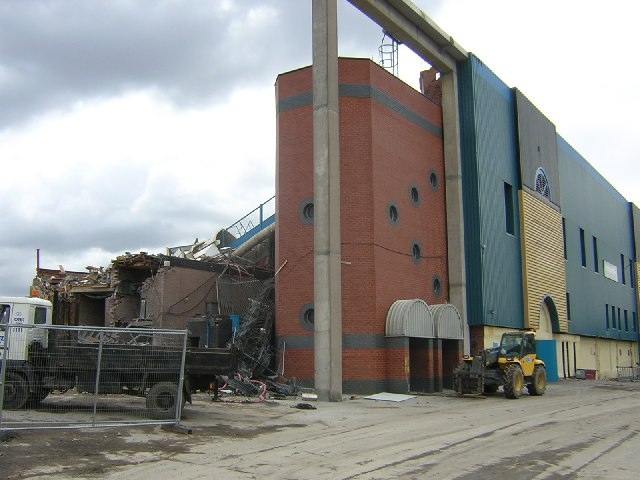
A fachada de Maine Road após a demolição.

Embora houvessem planos de uma quinta remodelação do estádio, aumentando a capacidade para 45.000 lugares, o Manchester City optou em deixar Maine Road e passar a mandar os seus jogos no Etihad Stadium, que estava sendo construído para os Jogos da Commonwealth de 2002. O último jogo oficial foi realizado em maio de 2003, entre os Citizens e o Southampton, que venceu por 1 a 0, gol do sueco Michael Svensson, que tornou-se o último jogador a balançar as redes do estádio.
Apesar das propostas de outros clubes em usar o local - o Stockport County chegou a ser especulado como a nova agremiação mandante, o estádio foi demolido em 2004, dando lugar a um conjunto habitacional.

## Maine Road Football Club
Maine Road também dá o nome a um clube de futebol que não pertence à liga, o Maine Road Football Club. O clube, que atualmente joga na North West Counties Football League Division One, foi fundado por um grupo de torcedores do Manchester City em 1955.